# Virden (Nuevo México)
Virden es una villa ubicada en el condado de Hidalgo en el estado estadounidense de Nuevo México. En el Censo de 2010 tenía una población de 152 habitantes y una densidad poblacional de 263,17 personas por km².

## Geografía
Virden se encuentra ubicada en las coordenadas 32°41′20″N 109°0′5″O / 32.68889, -109.00139. Según la Oficina del Censo de los Estados Unidos, Virden tiene una superficie total de 0.58 km², de la cual 0.58 km² corresponden a tierra firme y (0%) 0 km² es agua.

## Demografía
Según el censo de 2010, había 152 personas residiendo en Virden. La densidad de población era de 263,17 hab./km². De los 152 habitantes, Virden estaba compuesto por el 92.76% blancos, el 0% eran afroamericanos, el 0% eran amerindios, el 0.66% eran asiáticos, el 0% eran isleños del Pacífico, el 6.58% eran de otras razas y el 0% pertenecían a dos o más razas. Del total de la población el 21.71% eran hispanos o latinos de cualquier raza.